# Fulham Baths
Fulham Baths est un bâtiment classé au grade II situé au 368 North End Road, dans le quartier de Fulham, à Londres.
Il a été construit en 1902 par l'architecte E. Deighton Pearson.
C'est maintenant les studios de répétition Dance Attic.